# Ryo Okumoto
Ryo Okumoto (Osaka, 22 agosto 1959) è un tastierista giapponese naturalizzato statunitense noto per la sua militanza nella rock band Spock's Beard.

## Biografia
Si è unito alla band nel 1996 e da allora è membro. Quando il cantante e tastierista Neal Morse era nella band, Ryo ha suonato l'organo Hammond e il Mellotron negli album. Dalla partenza di Morse, Okumoto ha suonato tutte le parti di tastiera della band. 

## Discografia

### Album solisti
- 1980 - Making Rock
- 1981 - Syntethizer
- 2002 - Coming Through (Album)
- 2022 - The Myth of the Mostrophus

### Con gli Spock's Beard
- 1995 – The Light
- 1996 – Beware of Darkness
- 1998 – The Kindness of Strangers
- 1999 – Day for Night
- 2000 – V
- 2002 – Snow
- 2003 – Feel Euphoria
- 2005 – Octane
- 2006 – Spock's Beard
- 2010 – X
- 2013 – Brief Nocturnes and Dreamless Sleep
- 2015 – The Oblivion Particle
- 2018 – Noise Floor